# UMBC Stadium
Le UMBC Stadium est un stade omnisports américain (principalement utilisé pour le soccer, la crosse et l'athlétisme) situé à Catonsville, dans la banlieue sud de Baltimore dans le Maryland.
Le stade, doté de 4 500 places et inauguré en 1976, appartient à l'Université du Maryland (UMBC) et sert d'enceinte à domicile pour l'équipe universitaire des Retrievers de l'UMBC (pour le soccer masculin et féminin, la crosse, le hockey sur gazon ainsi que pour l'athlétisme).

## Histoire
Le stade ouvre ses portes en 1976. Il fait partie d'un vaste complexe sportif comprenant également un autre stade de soccer (le Retriever Soccer Park), un stade de baseball (The Baseball Factory Field at UMBC), un stade de softball et la salle de sports d'intérieur de l'UMBC Event Center.
Les lumières sont ajoutées en 1992, et une piste d'athlétisme ultramoderne en 1996.
Il a accueilli les compétitions d'athlétisme de Northeast Conference, ainsi que les tournois de conférence de crosse masculine et féminine de l'America East Conference.
La Fédération américaine de crosse a également organisé à l'UMBC Stadium les championnats du monde de crosse -19 ans.
En 2005, un nouveau gazon synthétique est installé.
Un nouveau complexe de vestiaires à 5 millions $ est achevé au printemps 2008, abritant désormais toutes les équipes sportives de l’UMBC. Le complexe comprend huit vestiaires, ainsi qu'une nouvelle installation médicale, une buanderie, une salle de réunion à disposition des médias, et des vestiaires pour les entraîneurs et les officiels.
En 2008, le stade accueille les matchs à domicile de l'équipe de soccer du Crystal Palace Baltimore de l'USSF Division 2 Professional League (USSF Division 2), et ce jusqu'en 2010.